# Strongylognathus huberi
Strongylognathus huberi é uma espécie de insecto da família Formicidae.
Pode ser encontrada nos seguintes países: Itália e Suíça.